# Турц (комуна)
Турц (рум. Turț) — комуна у повіті Сату-Маре в Румунії. До складу комуни входять такі села (дані про населення за 2002 рік):
- Герца-Маре (1359 осіб)
- Турц-Бей (109 осіб)
- Турц (5379 осіб) — адміністративний центр комуни

Комуна розташована на відстані 453 км на північний захід від Бухареста, 32 км на північний схід від Сату-Маре, 138 км на північ від Клуж-Напоки.

## Населення
За даними перепису населення 2002 року у комуні проживали 6847 осіб.
Національний склад населення комуни:
| Національність | Кількість осіб | Відсоток |
| -------------- | -------------- | -------- |
| румуни         | 6755           | 98,7%    |
| угорці         | 72             | 1,1%     |
| цигани         | 20             | 0,3%     |

Рідною мовою назвали:
| Мова      | Кількість осіб | Відсоток |
| --------- | -------------- | -------- |
| румунська | 6759           | 98,7%    |
| угорська  | 70             | 1,0%     |
| циганська | 17             | 0,2%     |

Склад населення комуни за віросповіданням:
| Релігія            | Кількість осіб | Відсоток |
| ------------------ | -------------- | -------- |
| православні        | 5788           | 84,5%    |
| п'ятдесятники      | 789            | 11,5%    |
| римо-католики      | 71             | 1,0%     |
| греко-католики     | 67             | 1,0%     |
| адвентисти         | 64             | 0,9%     |
| юдеї               | 18             | 0,3%     |
| реформати          | 11             | 0,2%     |
| атеїсти            | 1              | < 0,1%   |
| не вказали релігію | 1              | < 0,1%   |